# Kazuya Shiraishi
Kazuya Shiraishi (白石和彌, Shiraishi Kazuya), né le 17 décembre 1974, est un réalisateur japonais.

## Biographie
Kazuya Shiraishi se forme à l'Institut de l'image (映像塾, Eizō juku) que le cinéaste Genji Nakamura (ja) organise uniquement les week-ends à Takadanobaba à Tokyo. Il collabore en tant qu'assistant réalisateur indépendant auprès de cinéastes tels que Kōji Wakamatsu, Isao Yukisada et Isshin Inudō avant de réaliser son premier long métrage Lost Paradise in Tokyo en 2009.

## Filmographie

### Au cinéma
- 2009 : Lost Paradise in Tokyo (ロストパラダイス・イン・トーキョー, Rosuto paradaisu in Tōkyō?)
- 2013 : The Devil's Path (凶悪, Kyōaku?)[3]
- 2015 : Joshi no jiken wa taitei toilet de okorunoda Part 1
- 2015 : Joshi no jiken wa taitei toilet de okorunoda Part 2
- 2016 : Twisted Justice (日本で一番悪い奴ら, Nihon de ichiban warui yatsura?)[4]
- 2016 : L'Aube des félines (牝猫たち, Mesu nekotachi?)[5]
- 2017 : Birds Without Names (彼女がその名を知らない鳥たち, Kanojo ga sono na o shiranai toritachi?)[6]
- 2018 : Sanī 32 (サニー/32?)
- 2018 : The Blood of Wolves (孤狼の血, Korō no chi?)
- 2018 : Dare to Stop Us (止められるか、俺たちを, Tomerareru ka, oretachi o?)
- 2019 : Mājan hōrōki 2020 (麻雀放浪記2020?)
- 2019 : Nagi machi (凪待ち?)
- 2019 : One Night (ひとよ, Hitoyo?)[7]
- 2021 : Korō no chi: Level 2 (孤狼の血 LEVEL2?)
- 2022 : Lesson in Murder (Shikei ni itaru yamai)
- 2024 : Le Joueur de go (Gobangiri)
- 2024 : 11 Rebels (11 no Zokugun)

### À la télévision
- 2009-2010 : 0 Goshitsu No Kyaku (série télévisée)
- 2011 : La Femme insecte (人間昆虫記, Ningen konchūki?) (série télévisée) (cinq épisodes)
- 2016 : Hibana (mini-série) (épisodes 3 et 4)
- 2019 : Fruits takuhaibin (フルーツ宅配便, Furūtsu takuhaibin?) (série télévisée)
- 2022 : Kamen Rider Black Sun (série télévisée)
- 2024 : The Queen of Villains (Gokuaku Joou) (série télévisée) (épisodes 1 à 3)

## Distinctions
Sauf indication contraire, les informations mentionnées dans cette section peuvent être confirmées par la base de données cinématographiques IMDb,  présente dans la section « Liens externes ».

### Récompenses
- 2013 : Hōchi Film Award du meilleur réalisateur pour The Devil's Path[8]
- 2018 : prix Blue Ribbons du meilleur réalisateur pour Birds Without Names[9]
- 2018 : prix du meilleur réalisateur pour Birds Without Names au festival du film de Yokohama
- 2018 : Hōchi Film Award du meilleur film pour The Blood of Wolves[8]
- 2019 : prix Blue Ribbons du meilleur réalisateur pour The Blood of Wolves, Dare to Stop Us et Sanī 32[10]
- 2020 : prix Kinema Junpō du meilleur réalisateur pour Mājan hōrōki 2020, Nagi machi et One Night[11]
- 2020 : prix Mainichi du meilleur film (choix des lecteurs) pour Nagi machi[12]

### Nominations
- 2014 : prix du meilleur film, du meilleur réalisateur et du meilleur scénario pour The Devil's Path aux Japan Academy Prize[13]
- 2019 : prix du meilleur réalisateur pour The Blood of Wolves aux Japan Academy Prize[14]